# ₣
Le ₣, appelé symbole franc français, est un symbole codé dans Unicode pour représenter un des symboles du franc français, dont notamment un F majuscule doublement barré, qui a été proposé par Édouard Balladur, ministre de l’Économie, des Finances et de la Privatisation de la France, en 1988, une ligature Fr ou d’autres variantes de la lettre F.

## Utilisation
Selon Yannis Haralambous en 2004, ce symbole n’a jamais été utilisé. Dans la pratique, le F majuscule, le f minuscule ou leur combinaison avec la lettre r sont plutôt utilisés.
Cependant, les normes de disposition des claviers ISO/CEI 9995, DIN 2137 et NF Z71-300 permettent de saisir ce symbole au clavier.

### Variantes et formes
Contrairement à la forme sur la couverture du livre du ministère que l’on retrouve comme forme de référence dans le tableau de caractères Unicode, Microsoft Typography décrit trois formes du symbole codé dans Unicode : un F majuscule avec un r minuscule (en ligature), un F avec une barre horizontale, et un F majuscule, parfois en exposant, décrit comme l’usage courant en France.
| Majuscule | Minuscule | Description |
| --------- | --------- | --- |
|           |           | Forme dans l’ouvrage du ministère proposant le symbole ou la table de caractères Unicode après la version 4.0.                  |
|           |           | Forme présentée comme variante par Microsoft Typography ou dans la version Unicode 1.0.                                         |
|           |           | Forme présentée comme variante par Microsoft Typography ou dans la version Unicode 1.0, et forme de référence dans Unicode 2.0. |
|           |           | Forme présentée comme variante par Microsoft Typography.                                                                        |

## Sources
- Frank Adebiaye, « L’euro, on ne va pas en faire toute un(e) drachme, et pourtant », Étapes, no 225,‎ mai-juin 2015, p. 52-53 (présentation en ligne)
- Édouard Balladur, Un symbole pour le franc, Ministère de l’Économie, des Finances et de la Privatisation, 17 mars 1988
- Yannis Haralambous, Fontes et codages, O’reilly, 2004 (ISBN 978-2841772735)
- (en) Microsoft Typography, « Character design standards - Monetary characters for Latin 1 », sur Microsoft.com, 16 aout 2016 (consulté le 16 juin 2021)
- (en) Unicode Consortium, The Unicode Standard, Version 1.0, Boston, MA, Addison-Wesley, 1991 (ISBN 0-201-56788-1 et 0-201-60845-6, lire en ligne)
- (en) Unicode Consortium, The Unicode Standard, Version 2.0.0, Boston, MA, Addison-Wesley, 1996 (ISBN 0-201-48345-9, lire en ligne)
- (en) Unicode Consortium, The Unicode Standard, Version 4.0.0, Boston, MA, Addison-Wesley, 2003 (ISBN 0-321-18578-1, lire en ligne)